# Pseuderanthemum pelagicum
Pseuderanthemum pelagicum är en akantusväxtart som först beskrevs av Berthold Carl Seemann, och fick sitt nu gällande namn av Peter Shaw Green. Pseuderanthemum pelagicum ingår i släktet Pseuderanthemum och familjen akantusväxter. Inga underarter finns listade i Catalogue of Life.